# Rialto (Venedig)

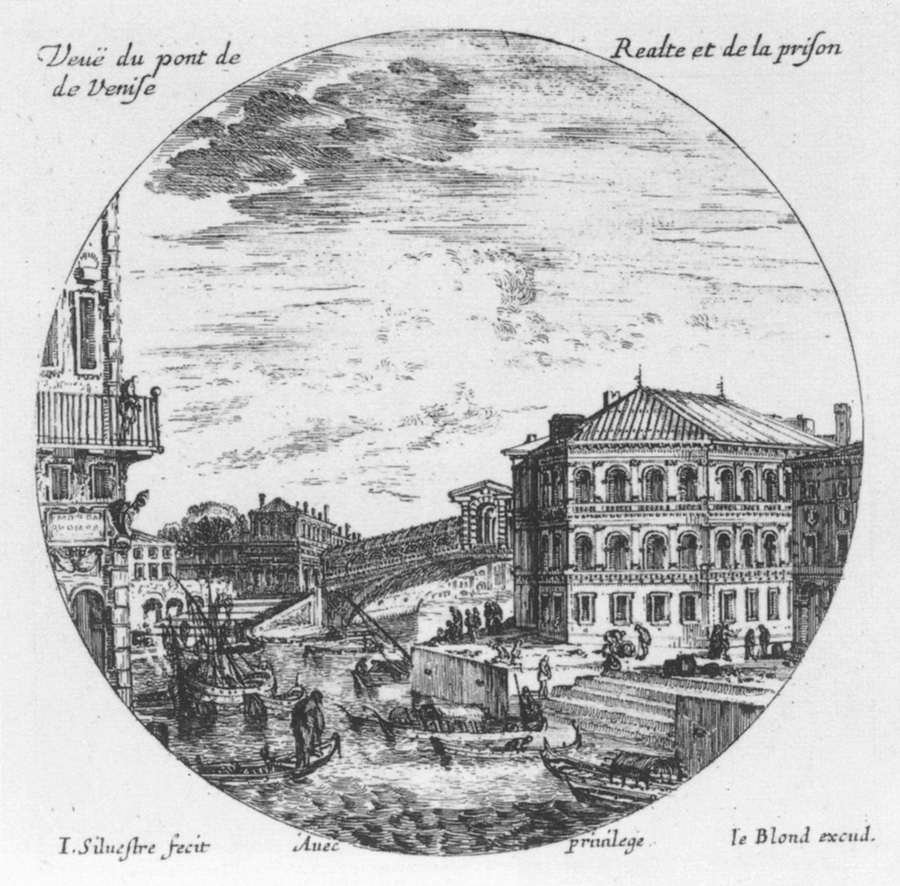
Das Rialto-Viertel im 17. Jahrhundert

Rialto (von lat. rivus altus, „tiefer Kanal“ oder auch „hohes Ufer“) ist ein Gebiet im Stadtteil San Polo in Venedig.
Das Gebiet wurde erstmals im 9. Jahrhundert besiedelt und umfasste eine Gruppe von Inselchen, die Isole Rialtine, am Rio Businiaco (heute Canal Grande). Ab dem Jahr 1097 wurde Rialto zum wichtigsten Handelsplatz Venedigs (siehe auch Mercato di Rialto und Wirtschaftsgeschichte der Republik Venedig). Um das Gebiet auch von der anderen Seite des Canal Grande zugänglicher zu machen, wurde die Rialtobrücke gebaut. Ab 1422 wurden den verschiedenen Gewerben verstärkt eigene Straßenzüge zugewiesen. Im Jahr 1514 wurde fast der ganze Stadtteil von einem Großbrand zerstört.
Auch heutzutage ist Rialto vom Handel geprägt und beherbergt einen Obst- und einen Fischmarkt.